# ماريان جيمس
ماريان جيمس (بالفرنسية: Marianne James)‏ هي مغنية ومقدمة تلفزيونية وممثلة فرنسية، ولدت في 18 فبراير 1962 في مونتيليمار في فرنسا.

## وصلات خارجية
- الموقع الرسمي
- ماريان جيمس على موقع IMDb (الإنجليزية)
- ماريان جيمس على موقع ألو سيني (الفرنسية)
- ماريان جيمس على موقع ميوزك برينز (الإنجليزية)
- ماريان جيمس على موقع ديسكوغز (الإنجليزية)
- ماريان جيمس على موقع قاعدة بيانات الفيلم (الإنجليزية)
- ماريان جيمس على موقع كينوبويسك (الروسية)